# L'Ombre sur la vitre
L'Ombre sur la vitre (The Shadow on the Glass) est une nouvelle policière et fantastique d'Agatha Christie mettant en scène Harley Quinn et Mr Satterthwaite.
Initialement publiée en octobre 1924 dans la revue The Grand Magazine au Royaume-Uni, cette nouvelle a été reprise en recueil en 1930 dans The Mysterious Mr Quin au Royaume-Uni et aux États-Unis. Elle a été publiée pour la première fois en France dans la revue Mystère magazine en février 1960, puis dans le recueil Le Mystérieux Mr Quinn en 1969.

## Personnages
- M. Satterthwaite : sexagénaire, amateur d'énigmes policières.
- Harley Quinn : homme mystérieux.

## Publications
Avant la publication dans un recueil, la nouvelle avait fait l'objet de publications dans des revues :
- en octobre 1924, au Royaume-Uni, dans le no 236 de la revue The Grand Magazine[1] ;
- en janvier 1954, au Royaume-Uni, dans le no 5 (vol. 3) la revue MacKill’s Mystery Magazine[2] ;
- en mai 1959, aux États-Unis, sous le titre « Jealousy Is the Devil », dans le no 186 (no 5, vol. 33) de la revue Ellery Queen's Mystery Magazine[3] ;
- en février 1960, en France, sous le titre « Le Cavalier à sa fenêtre », dans le no 145 de la revue Mystère magazine[4],[5].

La nouvelle a ensuite fait partie de nombreux recueils :
- en 1930, au Royaume-Uni et aux États-Unis, dans The Mysterious Mr Quin[1] (avec 11 autres nouvelles) ;
- en 1969, en France, dans Le Mystérieux Mr Quinn (avec 6 autres nouvelles)
(recueil réédité en 1991 selon la composition des recueils de 1930).